# Équipe de Corée du Sud masculine de basket-ball
Cet article traite de l'équipe masculine. Pour l'équipe féminine, voir Équipe de Corée du Sud féminine de basket-ball.
Maillots
L'équipe de Corée du Sud masculine de basket-ball est l'équipe nationale qui représente la Corée du Sud dans les compétitions internationales masculine de basket-ball. Elle est placée sous l'égide de la Fédération de Corée du Sud de basket-ball (Korean Basketball Association ou KBA). L'équipe est affiliée à la FIBA depuis 1947.
Bien que souvent placée dans l'ombre de la Chine, l'équipe de Corée est la plus régulière d'Asie. Elle est la seule à avoir participé à chaque édition du Championnat d’Asie. Elle compte aussi un record de 23 médailles lors de cette compétition (2 médailles d'or, 11 médailles d'argent et 10 médailles de bronze).

## Résultats

### Palmarès
| Compétitions mondiales                             | Compétitions continentales | Autres compétitions |
| -------------------------------------------------- | --- | --- |
| - Jeux olympiques - Néant - Coupe du monde - Néant | - Coupe d'Asie (2) - Vainqueur en 1969 et 1997 - Finaliste en 1967, 1973, 1977, 1981, 1985, 1987, 1989, 1991, 1995, 1999 et 2003 - Troisième en 1963, 1965, 1971, 1975, 1979, 1983, 1993, 2001, 2007, 2011, 2013 et 2017 - Jeux asiatiques (4) - Vainqueur en 1970, 1982, 2002 et 2014 - Finaliste en 1974, 1978, 1986, 1994, 1998 et 2010 - Troisième en 1962, 1966, 1990 et 2018 - Coupe FIBA Asie - Finaliste en 2004 et 2016 | - Coupe William Jones (2) - Vainqueur en 1999 - Finaliste en 1978, 1986, 2000, 2001, 2011, 2016 et 2019 - Troisième en 1988, 1991, 1998, 2013, 2017 et 2018 |

### Parcours en compétitions internationales

#### Jeux olympiques
| Année | Position      |      | Année         | Position     |               | Année | Position |
| 1936  | Non qualifiée | 1976 | Non qualifiée | 2008         | Non qualifiée |       |          |
| 1948  | 8e            | 1980 | Non qualifiée | 2012         | Non qualifiée |       |          |
| 1952  | Non qualifiée | 1984 | Non qualifiée | 2016         | Non qualifiée |       |          |
| 1956  | 14e           | 1988 | 9e            | 2020         | Non qualifiée |       |          |
| 1960  | Non qualifiée | 1992 | Non qualifiée | 2024         | Non qualifiée |       |          |
| 1964  | 16e           | 1996 | 12e           | 2028         | -             |       |          |
| 1968  | 14e           | 2000 | Non qualifiée | 2032         | -             |       |          |
| 1972  | Non qualifiée | 2004 | Non qualifiée | Pays inconnu | -             |       |          |

#### Coupe du monde
| Année | Position      |      | Année         | Position |               | Année | Position |
| 1950  | Non qualifiée | 1978 | 13e           | 2006     | Non qualifiée |       |          |
| 1954  | Non qualifiée | 1982 | Non qualifiée | 2010     | Non qualifiée |       |          |
| 1959  | Non qualifiée | 1986 | 22e           | 2014     | 23e           |       |          |
| 1963  | Non qualifiée | 1990 | 15e           | 2019     | 26e           |       |          |
| 1967  | Non qualifiée | 1994 | 13e           | 2023     | Non qualifiée |       |          |
| 1970  | 11e           | 1998 | 16e           | 2027     | -             |       |          |
| 1974  | Non qualifiée | 2002 | Non qualifiée | 2031     | -             |       |          |

#### Coupe d'Asie
| Année | Position  |      | Année     | Position     |           | Année | Position |
| 1960  | 4e        | 1983 | Troisième | 2005         | 4e        |       |          |
| 1963  | Troisième | 1985 | Finaliste | 2007         | Troisième |       |          |
| 1965  | Troisième | 1987 | Finaliste | 2009         | 7e        |       |          |
| 1967  | Finaliste | 1989 | Finaliste | 2011         | Troisième |       |          |
| 1969  | Vainqueur | 1991 | Finaliste | 2013         | Troisième |       |          |
| 1971  | Troisième | 1993 | Troisième | 2015         | 6e        |       |          |
| 1973  | Finaliste | 1995 | Finaliste | 2017         | Troisième |       |          |
| 1975  | Troisième | 1997 | Vainqueur | 2022         | 6e        |       |          |
| 1977  | Finaliste | 1999 | Finaliste | 2025         | 6e        |       |          |
| 1979  | Troisième | 2001 | Troisième | 2029         | -         |       |          |
| 1981  | Finaliste | 2003 | Finaliste | Pays inconnu | -         |       |          |

## Équipe actuelle
| Numéro | Joueur                | Poste | Naissance        | Taille | Club 2018-2019                |
| ------ | --------------------- | ----- | ---------------- | ------ | ----------------------------- |
| 1      | Park Chan-hee         | 2/1   | 17 avril 1987    | 1,90 m | Incheon Electroland Elephants |
| 2      | Choi Jun-yong         | 3/4   | 4 avril 1994     | 2,00 m | Seoul SK Knights              |
| 3      | Lee Jung-hyun         | 2     | 3 mars 1987      | 1,91 m | Jeonju KCC Egis               |
| 5      | Kim Sun-hyung         | 1     | 1er juillet 1988 | 1,87 m | Seoul SK Knights              |
| 6      | Heo Hoon              | 1     | 16 août 1995     | 1,81 m | Busan KT Sonicboom            |
| 11     | Yang Hee-jong         | 3     | 11 mai 1984      | 1,94 m | Anyang KGC                    |
| 12     | Jeong Hyo-geun        | 3/4   | 14 décembre 1993 | 2,00 m | Incheon Electroland Elephants |
| 13     | Kang Sang-jae         | 5     | 31 décembre 1994 | 2,02 m | Incheon Electroland Elephants |
| 15     | Kim Jong-kyu          | 5     | 3 juillet 1991   | 2,07 m | Changwon LG Sakers            |
| 20     | Ricardo Ratliffe (en) | 4/5   | 20 février 1989  | 1,99 m | Ulsan Hyundai Mobis Phoebus   |
| 33     | Lee Seoung-hyun       | 4     | 16 avril 1992    | 1,97 m | Goyang Orion Orions           |
| 43     | Lee Dae-sung          | 2     | 30 mai 1990      | 1,90 m | Ulsan Hyundai Mobis Phoebus   |